# Amitabha Buddha

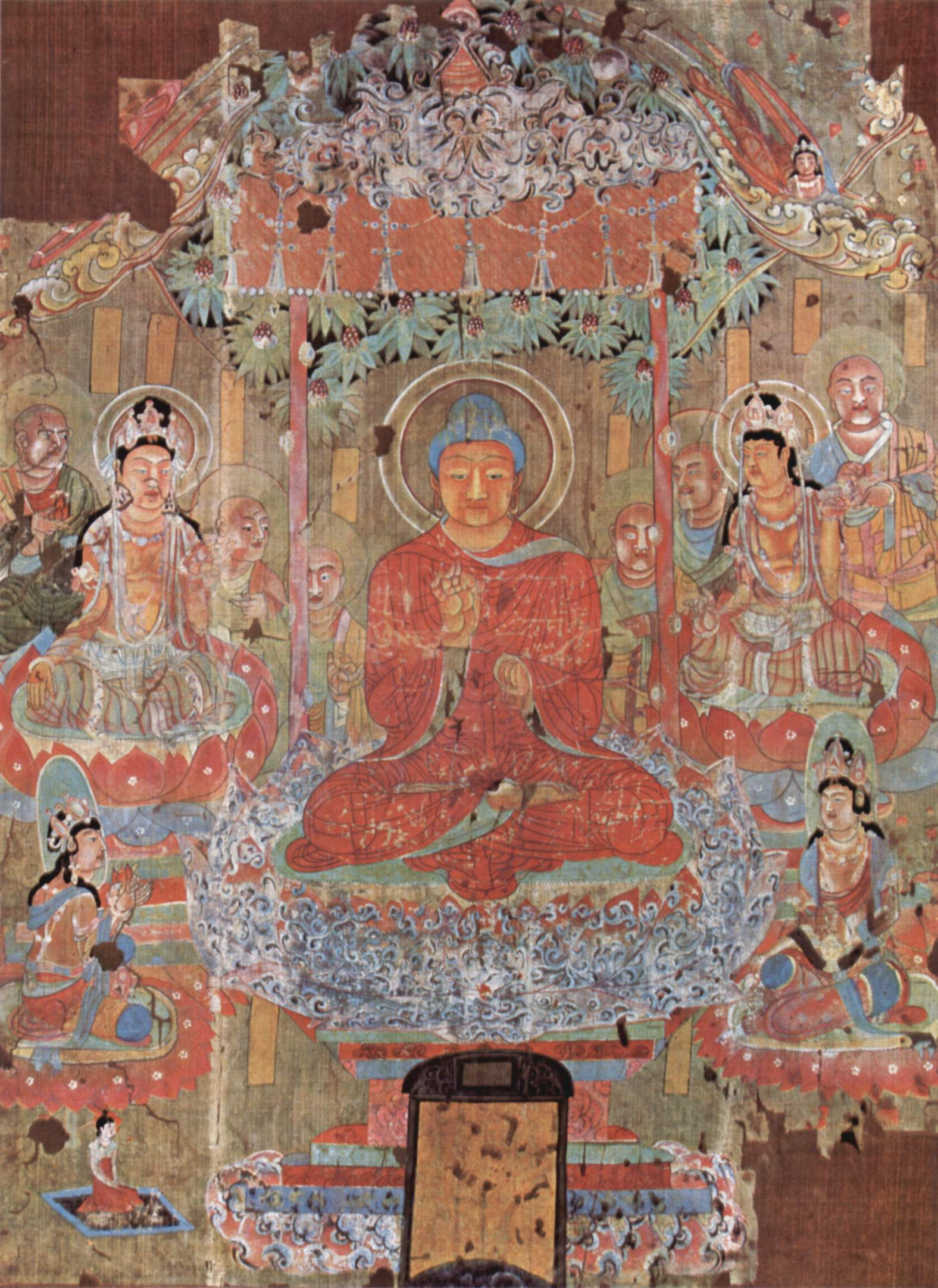
Amitabha Buddha mentre predica il Dharma nella "Pura Terra".

Amitābha Buddha — sanscrito Amitābha (अमिताभ), letteralmente "Luce (ābhā) senza fine (amita)"; in cinese traslitterato 阿彌陀 (pinyin Āmítuó), tradotto 無量光 (pinyin Wúliángguāng); in giapponese Amida (阿彌陀?), a volte Amida Nyorai (阿弥陀如来?) in quanto parte dei gochinyorai; coreano Amita (아미타); vietnamita A-di-đà; tibetano od-dpag-med — è un Buddha celestiale descritto in alcuni sutra della scuola Mahāyāna di Buddhismo, e particolarmente venerato nell'Amidismo.
Secondo queste scritture, Amitābha è un Buddha che possiede infiniti meriti in virtù delle numerose buone azioni compiute durante le sue innumerevoli vite come bodhisattva (è quindi un Buddha completo, come il Gautama Buddha); ormai da tempo al di fuori del saṃsāra, vive nella "Pura Terra" (sanscrito Sukhāvatī, cinese 净土 pinyin Jìngtŭ) che si trova oltre l'Occidente, al di là dei confini di questo mondo. Grazie alla forza dei Voti da lui giurati quando era un bodhisattva, Amitābha conserva la possibilità di far rinascere coloro che lo invocano in questo Paradiso Occidentale, dove possono studiare il Dharma sotto la sua guida e quindi diventare bodhisattva e poi Buddha a loro volta, scopo finale di ogni anima nel buddhismo Mahāyāna.
I voti di Amitābha indicano che tutti coloro che lo invocano con fede potranno rinascere nella "Pura Terra", indipendentemente dai loro meriti o dal loro stato religioso e sociale, e questo ha fatto dell'Amidismo una religione molto popolare. È inoltre venerato come uno dei Cinque Buddha Dhyani (insieme a Akṣobhya, Amoghasiddhi, Ratnasambhava, e Vairocana), associato all'Ovest e allo skandha di saṃjñā. Nel buddhismo tibetano è invocato anche con il nome di Amitāyus o tshe-dpag-med, specialmente associato alla longevità.

Il Grande Buddha o Dai-Butsu nel tempio Kōtoku-in, una rappresentazione di Amitabha in Dhyanamudra

## Dottrina
Secondo il Sukhāvatīvyūha Sūtra, il Buddha Sakyamuni in persona, davanti ad un'assemblea di Devas, Arhat, e Bodhisattva, racconta che in un Eone molto lontano, un Re aveva abbandonato la vita mondana per divenire un Monaco, prendendo il nome di Dharmakara (lett."Miniera della Legge").
Dharmakara si era recato dinanzi al Buddha della sua Era, il Buddha Lokesvararaja (lett."Il Signore Re del Mondo"), e aveva pronunciato il voto iniziale di Bodhicitta (Sans.Pranidhana), "Pensiero del Risveglio". Tale voto originario si articolava in quarantotto impegni, i più salienti dei quali erano la volontà di generare un Buddhaksetra (lett."Campo di Buddha) dove gli esseri senzienti potessero rinascere un'ultima volta prima dell'Illuminazione, l'auspicio che l'invocazione fervente del suo stesso nome di Buddha fosse il mezzo per recarvisi, e l'auspicio che dal suo corpo emanasse una luce illimitata.
A questo proposito citiamo il secondo voto: "Se, quando sarò un Buddha, gli uomini e gli Dei della mia Terra, alla fine della loro vita, dovranno ritornare nei tre destini negativi, non voglio l'Illuminazione perfetta.";
Il dodicesimo: " Se, quando sarò un Buddha, la mia luce sarà limitata al punto di non poter brillare
su almeno cento, mille, centomila, cento milioni di Terre di Buddha, non voglio l'Illuminazione perfetta.";
E il ventesimo: " Se, quando sarò un Buddha, gli esseri senzienti delle dieci direzioni che, sentendo il mio nome, avranno diretto il loro pensiero verso la mia Terra, coltivato la sorgente di tutte le virtù e, con cuore sincero, dedicato i loro meriti per rinascere nella mia Terra, non otterranno questo frutto, non voglio l'Illuminazione perfetta.".
Grazie al suo potente voto di Compassione, Dharmakara diventò infine il Buddha Amitabha dopo un lungo percorso spirituale di Bodhisattva;
Il suo "Campo Puro", situato nella direzione del tramonto (Ovest), fu chiamato Sukhavati (lett."Dimora di delizia").
Essa è un mondo di purezza e meraviglia assolute:
- gli esseri che vi rinascono non conoscono la sofferenza; Vi rinascono dentro un loto che risplende di luce e galleggia sul lago delle otto virtù; Il suolo è soffice, profumato e morbido, le strade sono lastricate di oro zecchino o gemme preziose, e gli alberi sono fatti di Gioielli; I palazzi celestiali sono traslucidi, fatti di Cristallo; Vi dimora ogni sorta di volatili miracolosi, il cui canto rammenta l'insegnamento, i Kalavinka (sono emanazioni di Amitabha);
- vi avvengono prodigi come le piogge di fiori;
- è inondata di una luce cristallina, ed è circondata da sette cinte di palme con reti, a cui sono attaccate delle campanelle, che suonano in modo melodioso quando vengono agitate da una brezza fresca e gradevole, e da sette cinte di pietre preziose: Perla, ametista, smeraldo, topazio, rubino, zaffiro, diamante.
- al centro della Terra Pura troneggia il Buddha Amitabha, risplendente "come una montagna di rubini alla luce del sole", e affiancato da due aiutanti, i Bodhisattva Avalokiteśvara e Mahastamaprapta (lett."Colui che ha conseguito una grande forza").

Sukhavati è inoltre protetta dal Dharmapala (lett."Custode della Legge") Ksetrapala-Simhamukha (lett."Bocca Leonina Custode del Campo").
È nero, con testa leonina, brandisce uno stendardo e una torma (torta utilizzata nei rituali Tantrici), e siede a cavallo.
Oltre al Sukhavativyuhasutra "grande" , sono dedicati ad Amitabha e al suo "Campo di Buddha" altri due Sutra: l'Amitayurdhyanasutra e il Sukhavativyuhasutra "piccolo".
La fama di Amitabha si diffuse rapidamente in Cina, ove il secondo dei tre Sutra venne tradotto già nel 252 d.C; Nel V secolo furono tradotti anche gli altri due. Nel 402, Huìyuan radunò un'assemblea di praticanti devoti ad Amitabha e diede origine alla corrente della Terra Pura che, due secoli più tardi, venne formalizzata quale scuola Shandao, e introdotta poi in Giappone dal Monaco Hōnen.
In Tibet, i Sutra di Amitabha verranno tradotti nell'VIII secolo e la pratica verrà introdotta da Guru Rinpoche Padmasambhava; da allora Amitabha gode di grande popolarità nel Tibet; la sua figura è al centro anche di pratiche tantriche come il phowa. Il Panchen Lama e lo Shamarpa sono considerate sue emanazioni.
Nelle scuole della Terra Pura in Cina e Giappone, la recitazione del Nome o commemorazione (Cin. Nianfo, Giapp. Nembutsu)svolge un ruolo preponderante. Si tratta della formula di omaggio: Namo Amituofo in Cinese (Giapp. Namu Amida Butsu, Sans.Namo Amitabha) che, secondo la tradizione dei Sutra, va recitata una, sette, o dieci volte con una concentrazione perfetta per garantirsi una sicura rinascita a Sukhavati.
In Tibet si preferisce invocare Amitabha con il suo Mantra: Om Amideva Hrih (dove Hrih è la Sillaba Seme di Amitabha, e Amideva il suo nome in Tibetano).

## Iconografia
La rappresentazione di Amitabha è molto abbondante. Anche se scarsamente rappresentato in India, Amitabha compare tra le sculture di borobudur a Giava (VIII-IX sec.), nella scultura e nella pittura Cinesi e Giapponesi, oltre che in quelle del Tibet e della Mongolia, dove è rappresentato come Sovrano del Campo Puro Occidentale.
In Cina e Giappone compare perlopiù sotto forma di un Buddha dalla carnagione rossa o dorata, seduto nella postura del loto sopra un trono di loto con le mani nel Dhyanamudra (lett."Gesto della meditazione").
Può essere raffigurato anche in piedi sopra un loto, nell'atto di accogliere i defunti che lo invocano con devozione, aspetto che è chiamato "Raigo Amida" (lett."Amitabha che accoglie").
Questa raffigurazione può essere divisa in ben nove diverse varianti o aspetti (tanti quanti sono i gradi di rinascita nella Terra Pura)in base alla posizione di Amitabha e soprattutto in base ai gesti compiuti dalle sue mani:
1)Il sommo livello del sommo grado. In questo aspetto, Amitabha è seduto nella posizione del loto, con le mani nel Dhyanamudra, mentre gl'indici che toccano i pollici.
2) Il medio livello del sommo grado. In quest'aspetto, Amitabha è seduto nella posizione del loto, ma le sue mani all'altezza del cuore, con i palmi rivolti verso l'osservatore, mentre indici e pollici si toccano.
3) Il basso livello del sommo grado. In quest'aspetto, Amitabha è in piedi, con il braccio destro piegato (come per il Vitarkamudra), e con quello sinistro disteso (come per il Varadamudra). I pollici e gli indici si toccano.
4)Il sommo livello del medio grado. In quest'aspetto, Amitabha è seduto nella posizione del loto, con le mani nel Dhyanamudra, mentre i medi e i pollici si toccano.
5) Il medio livello del medio grado. In quest'aspetto, Amitabha è seduto nella posizione del loto, con le mani all'altezza del cuore, i palmi rivolti verso l'osservatore, mentre i medi e i pollici di toccano.
6) Il basso livello del medio grado. In quest'aspetto, Amitabha è in piedi, con il braccio destro piegato (come per il Vitarkamudra), e con quello sinistro disteso (come per il Varadamudra). I medi e i pollici si toccano.
7) Il sommo livello del basso grado. In quest'aspetto, Amitabha è seduto nella posizione del loto, con le mani nel Dhyanamudra, mentre gli anulari e i pollici si toccano.
8) Il medio livello del basso grado. In quest'aspetto, Amitabha è seduto nella posizione del loto, con le mani all'altezza del cuore, i palmi rivolti verso l'osservatore, mentre gli anulari e i pollici si toccano.
9) Il basso livello del basso grado. In quest'aspetto, Amitabha è in piedi, con il braccio destro piegato (come per il Vitarkamudra), e con quello sinistro disteso (come per il Varadamudra). Gli anulari e i pollici si toccano.
In Tibet e in Mongolia, Amitabha, dalla carnagione rosso rubino, viene rappresentato nella postura di diamante (Sans.Vajrasana) su un trono, sorretto da pavoni (il suo animale simbolico), sul quale poggiano un loto e un disco lunare.
Quando è raffigurato nel "Campo di Buddha" di Sukhavati, ha i tratti di un Buddha del Nirmanakaya, con l'usnisa, i 32 marchi maggiori e gli 80 minori del Mahapurusha (lett."Grande Uomo") e le tre vesti monastiche. Fra le mani, sempre nel Dhyanimudra, tiene una ciotola da mendicante ricolma di Amrita. Alla sua destra compare il Bodhisattva Avalokitesvara, in piedi, bianco, con un loto in mano, e alla sua sinistra il Bodhisattva Mahastamaprapta, in piedi, di colore blu, che tiene in mano un loto sormontato da un vajra.
Quando compare, invece, nel Mandala delle Panka-Kula-Buddha (lett."Cinque Famiglie dei Buddha"), o in quello delle "Cento Deità Pacifiche ed Irate", Amitabha è rappresentato piuttosto nella sua forma del Sambhogakaya, ossia come Amitayus (lett."Vita Infinita"), con la carnagione rossa, il diadema dalle cinque gemme, i tredici ornamenti, in grembo l'acquamanile della lunga vita ricolmo di Amrita, e insieme alla sua Consorte mistica, Pandaravasini.

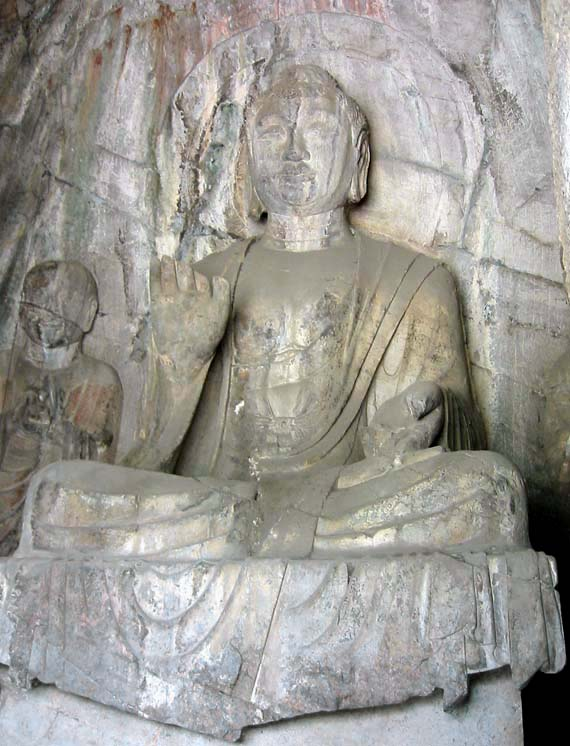
Scultura di Amitābha risalente alla dinastia Táng, nelle grotte di Longmen, Cina.

## Origini
La prima testimonianza del nome Amitābha è la dedica incisa su una statua del II secolo trovata a Govindnagar, Pakistan, ora al museo di Mathura, dedicata a "Amitābha Buddha" da una famiglia di mercanti nel "28º anno del regno di Huviṣka", cioè nella seconda metà del secondo secolo, durante l'impero Kuṣāṇa.
Il primo sutra a citare Amitābha è la traduzione cinese del Pratyutpanna-sūtra, portata nel Paese dal monaco Kuṣāṇa Lokakṣema intorno al 180 d.C., e che si dice sia stato all'origine del Buddhismo della Terra Pura in Cina.
Da un punto di vista storiografico il culto di Amitābha si è probabilmente sviluppato alla fine del I secolo.

Si ritiene sia la resa trascendente (Buddha eterno) dello stesso Buddha Śākyamuni. Amitābha, oltre che nei sutra della Terra Pura, è nominato anche nel sutra del Loto al capitolo VII, come uno dei sedici "figli" del Buddha Mahâbhijñā Jñānâbhibhū, assieme a Gautama Buddha. Secondo Shinran, il fondatore della Jodo Shinshu,